# Dinko Matković
Dinko Matković (Vrboska, 10. lipnja 1925. – Split, 24. veljače 2016.) je hrvatski pjesnik, aforist, skupljač hrvatskog narodnog jezičnog blaga (poslovice) i esperantist iz Vrboske. Bio je profesor engleskog i hrvatskog jezika.

## Životopis
Rođen u Vrboskoj. Esperanto govori od 1946. godine. Studirao je te dugo godina predavao engleski u školama. Njegovi su aforizmi objavljeni u zbirci splitskih aforista i aforista iz bliže splitske okolice. Dio njegovih aforizama preveden je na esperanto. Aforizme piše na čakavskom narječju hrvatskog jezika (usporedi (č)aforizmi iz naziva njegove knjige).
Aforizme je objavio u humorističnoj rubrici Pomet u Slobodnoj Dalmaciji. Aforizmi su mu pročitani na Radio Splitu i drugdje. Sve do 2015. svake nedjelje javljao se epigramima u emisiji Radio Splita "Kad se smijah tad i bijah".
Matkovićev Rječnik frazema i poslovica govora Vrboske na otoku Hvaru prvi je hrvatski dijalektni rječnik u kojem su, osim frazema, leksikografski obrađene i poslovice jednoga izvornoga čakavskoga govora.
2009. je godine poljski esperantist Georgo Handzlik uvrstio je 29 Matkovićevih aforizama u antologiju originalnih esperantskih aforizama Verdeskaj Pensoj (Zelenkaste misli).
Sudionik je blatskih Dana smiha, brojnih međunarodnih seminara i kongresa Svjetske esperantske organizacije. 2010-ih je bio jedini živući esperantist na otoku Hvaru.

## Djela
Matković je objavio sljedeće knjige:
- Buodulske batudice: (č)aforizmi i poslovice, Adamić/Slobodna Dalmacija, 2001.
- 333 Cerbaj Impulsoj/Moždani poticaji, knjiga aforizama na esperantu, Fontoj, 2001.
- Rječnik frazema i poslovica govora Vrboske na otoku Hvaru, Matica hrvatska Jelsa, 2004.

Objavio je članke u Čakavskoj riči na temu govora mjesta Vrboske (Frazemi i paremiološki izričaji s natuknicama iz ribarstva i pomorstva u govoru Vrboske na otoku Hvaru, Poslovice Vrboske).
Uvršten je u zbirke haiku pjesništva urednika Zlatka I. Jurasa Haiku u Dalmaciji i Đurđe Vukelić-Rožić Nepokošeno nebo.

## Nagrade i priznanja
- diploma Udruge zagrebačkih esperantista Udruge „Zagreba esperantisto“ za ustrajan rad na esperantu od preko 50 godina[3]
- ulazak u antologiju originalnih esperantskih aforizama
- nagrada u Kini za knjigu 333 Cerbaj Impulsoj
- priznanje Općine Jelsa 2011. za životno djelo[1]

## Vanjske poveznice
- [neaktivna poveznica] Fotografija s godišnje skupštine Esp. društva Split, 6.12.2013.
- Hrvatski radio - Radio Split  Arhivirana inačica izvorne stranice od 7. ožujka 2016. (Wayback Machine) Kad se smijah, tad i bijah, urednik i autor: Mladen Vuković